# Eriococcus myrsinae
Eriococcus myrsinae är en insektsart som beskrevs av James Mather Hoy 1962. Eriococcus myrsinae ingår i släktet Eriococcus och familjen filtsköldlöss. Inga underarter finns listade i Catalogue of Life.